# Władysław Garlicki
Władysław Garlicki, ps. Bogumił (ur. 8 grudnia 1897 w Przemyślu, zm. 25 stycznia 1953 w Paryżu) – podpułkownik artylerii Wojska Polskiego, oficer Komendy Głównej Armii Krajowej, uczestnik powstania warszawskiego, dowódca odcinka w „Podobwodzie Śródmieście-Południowe”, kawaler Orderu Virtuti Militari.

## Życiorys
Był uczestnikiem I wojny światowej. Od listopada 1918 w Wojsku Polskim. W stopniu podporucznika wziął udział w wojnie polsko-ukraińskiej, w szeregach 3 pułku artylerii ciężkiej. W grudniu 1919 jako oficer 1 baterii pułku walczył w Przemyślu, a następnie we Lwowie. Następnie w szeregach pułku wziął udział w wojnie polsko-bolszewickiej 1920. 12 maja 1920 odznaczył się w miejscowości Browary nad Dnieprem, w czasie ataku bolszewików na miasteczko.
Po wojnie zweryfikowany w stopniu porucznika artylerii z starszeństwem z dniem 1 czerwca 1919. Służył m.in. w 3 pułku artylerii ciężkiej, skąd został w 1923 przeniesiony do Obozu Szkolnego Artylerii w Toruniu. W grudniu 1924 awansowany do stopnia kapitana służby stałej artylerii ze starszeństwem z dniem 15 sierpnia 1924. Po 1925 przeniesiony do 5 pułku artylerii polowej, gdzie dowodził baterią. 4 lutego 1934 został awansowany na majora ze starszeństwem z 1 stycznia 1934 i 10. lokatą w korpusie oficerów artylerii. W marcu 1934 został przeniesiony do 31 pułku artylerii lekkiej w Toruniu na stanowisko dowódcy dywizjonu. Po 1935, został przeniesiony do Centrum Wyszkolenia Piechoty w Rembertowie na stanowisko wykładowcy przedmiotu taktyki artylerii. W 1939 otrzymał nominację na zastępcę dowódcy 3 pułku artylerii lekkiej Legionów w Zamościu. We wrześniu 1939 pełnił funkcję zastępcy komendanta Ośrodka Zapasowego Artylerii Ciężkiej w Chełmie. Brał udział w walkach na Lubelszczyźnie. Po zakończeniu wojny obronnej 1939 uniknął niewoli.
Podczas okupacji niemieckiej przebywał w Warszawie, gdzie działał w strukturach Armii Krajowej. Pełnił między innymi funkcję zastępcy kierownika wydziału artylerii w Komendzie Głównej AK. Awansowany do stopnia podpułkownika.
W momencie wybuchu powstania warszawskiego wraz z grupą oficerów wydziału artylerii pod dowództwem ppłk. Jana Szczurek-Cergowskiego „Sławbora”, znajdował się na kwaterze konspiracyjnej przy ul. Żurawiej 6. Garlicki z własnej inicjatywy przyłączył się do plutonu OW PPS ppor. Wacława Gapieniuka „Starego”, walczącego w Alejach Ujazdowskich, a do 5 sierpnia przejął dowództwo plutonu. 27 sierpnia 1944, objął dowództwo Odcinka Wschodniego „Podobwodu Śródmieście Południowe". Po wojnie na emigracji.

## Ordery i odznaczenia
- Krzyż Srebrny Orderu Virtuti Militari (18 września 1944) za „dzielność, inicjatywę i dobry przykład dla podwładnych” przez dowódcę Armii Krajowej[10]. Nadanie orderu zostało zweryfikowany pozytywnie uchwałą Kapituły Orderu Wojennego Virtuti Militari z 13 października 2011[11]
- Krzyż Walecznych[6]
- Złoty Krzyż Zasługi (25 maja 1939)[12][6]